# 719 ألبرت
719 ألبرت كويكب من كويكبات آمور عابر لمدار المريخ اكتشف في عام 1911 من قبل يوهان بليسا، وكان ثاني كويكب يكتشف بعد 433 إروس .

## التسمية والإكتشاف
سمي الكويكب بهذا الاسم تكريما للبارون ألبرت سالومون أنسيلم فون روتشيلد أحد رعاة المرصد الإمبراطوري في فيينا، الذي توفي قبل بضعة أشهر من إكتشاف الكويكب.
الكويكب 719 ألبرت آخر كويكب مرقم يتم استرداده بعد أن فقد منذ ما يقرب من 89 عاما.
وعندما تم اكتشافه من جديد ، كان يعتقد خطأ أنه كويكب جديد وتم تعيينه 2000 JW8.

## خصائص
معظم ما هو معروف عن 719 ألبرت يأتي من الملاحظات التي إجريت بعد إعادة اكتشافه في عام 2001 عندما مر بالقرب من الأرض، مما سمح بإجراء سلسلة من عمليات الرصد من زوايا مختلفة. خلال هذا المرور تم حساب فترة دورانه عند 5.802 ساعة وقدرة مطلق 15.43 مع بياض 0.12 وتم تقدير قطره بحوالي 2.8 كم.
فريق أخر يقوده ريتشارد بي. بينزيل قاس قدرة المطلق 15.8؛ إلا أنه استخدم بياض مفترض عند 0.15 مما أدى إلى حساب قطر عند 2.4 كم